# Тростянецький Арон Абрамович
Арон Абрамович Тростянецький (* 17 липня 1914, Златопіль,— 9 листопада 1986) — український літературознавець.

## Біографія
Народився в м. Златопіль Чигиринського повіту Київської губернії (тепер увійшов до складу міста Новомиргород Кіровоградської області).
В 1941 році закінчив Київський педагогічний інститут та аспірантуру при ньому.
В 1938–1947 роках працював на редакторській роботі.
З початком німецько-радянської війни, в липні 1941 року був евакуйований до Уфи, столиці Башкирії.
З 1947 — в Інституті літератури ім. Т. Шевченка АН УРСР. 
Писав українською та російською мовами.
Відомі праці про В. Маяковського, книги «Крила романтики» (1962), «Шляхом боротьби і шукань» (1968). Співавтор і редактор «Нарису історії української радянської літератури» (1954), двотомної «Історії української радянської літератури» (1956), «Історії української радянської літератури» (1964), співавтор «Історії української літератури» у 8 томах (1967–1971) та ін.